# Dasybasis nigripennis
Dasybasis nigripennis är en tvåvingeart som först beskrevs av Philippi 1865.  Dasybasis nigripennis ingår i släktet Dasybasis och familjen bromsar. Inga underarter finns listade i Catalogue of Life.